# Premiul Emmy
Premiul Emmy este un premiu american de televiziune considerat echivalentul premiului Oscar din cinematografie. Sunt acordate de Academy of Television Arts & Sciences. Premiile Primetime Emmy se acordă de obicei în duminica ce precede debutul sezonului de toamnă la televiziunile americane. Gala este difuzată, prin rotație, de cele patru posturi americane de televiziune majore CBS, ABC, NBC și FOX.
Se acordă pentru numeroase categorii, cele mai importante fiind:
- Premiul Emmy pentru cel mai bun serial de comedie
- Premiul Emmy pentru cel mai bun serial dramatic
- Premiul Emmy pentru cea mai bună miniserie
- Premiul Emmy pentru cel mai bun film de televiziune

- Premiul Emmy pentru cea mai bună actriță într-un serial comedie
- Premiul Emmy pentru cel mai bun actor într-un serial comedie
- Premiul Emmy pentru cea mai bună actriță într-un serial dramatic
- Premiul Emmy pentru cel mai bun actor într-un serial dramatic
- Premiul Emmy pentru cea mai bună actriță într-o miniserie sau un film
- Premiul Emmy pentru cel mai bun actor într-o miniserie sau un film

- Premiul Emmy pentru cea mai bună actriță în rol secundar într-un serial comedie
- Premiul Emmy pentru cel mai bun actor în rol secundar într-un serial comedie
- Premiul Emmy pentru cea mai bună actriță în rol secundar într-un serial dramatic
- Premiul Emmy pentru cel mai bun actor în rol secundar într-un serial dramatic
- Premiul Emmy pentru cea mai bună actriță în rol secundar într-o miniserie tv sau un film
- Premiul Emmy pentru cel mai bun actor în rol secundar într-o miniserie tv sau un film

- Premiul Emmy pentru cea mai bună regie a unui serial comedie
- Premiul Emmy pentru cea mai bună regie a unui serial dramatic
- Premiul Emmy pentru cea mai bună regie a unei miniserii tv sau a unui film